# Podocarpus salignus
Podocarpus salignus är en barrträdart som beskrevs av David Don. Podocarpus salignus ingår i släktet Podocarpus och familjen Podocarpaceae. IUCN kategoriserar arten globalt som sårbar. Inga underarter finns listade i Catalogue of Life.

## Bildgalleri

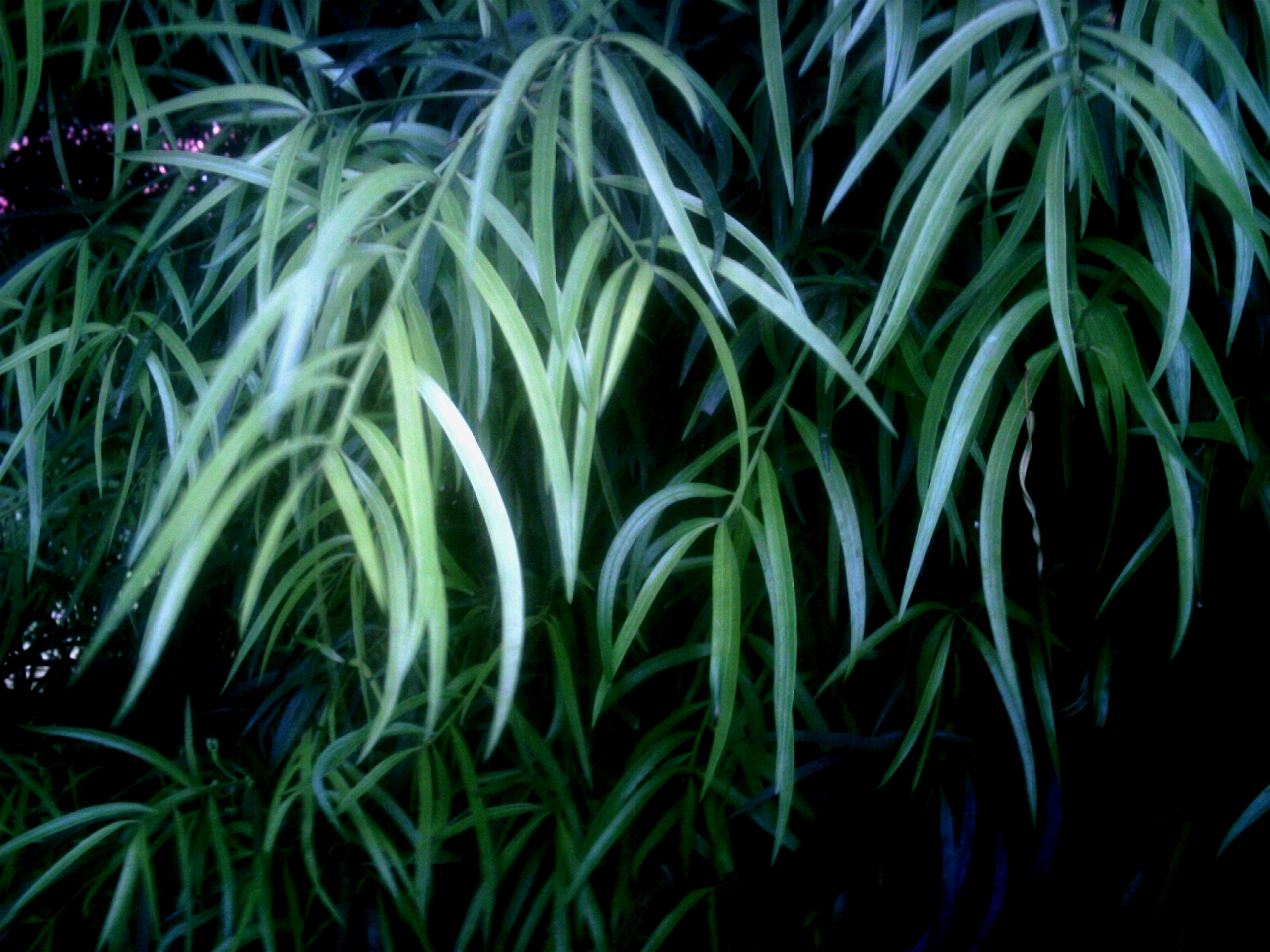
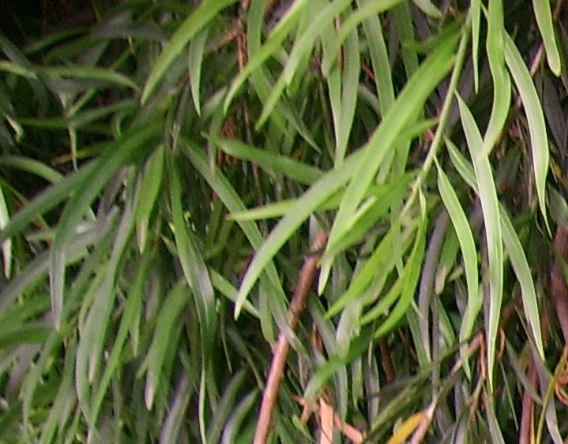